# 10063 Erinleeryan
10063 Erinleeryan este o planetă minoră (asteroid) din centura de asteroizi. A fost descoperită pe 16 septembrie 1988 la Observatorio de Cerro Tololo⁠(d) de Schelte J. Bus. 
Obiectul prezintă o orbită caracterizată de o semiaxă mare de 3,9824428 UAi, o excentricitate de 0,04, o înclinație de 2,98654 ° în raport cu ecliptica.